# 橫濱町
橫濱町（日语：／ Yokohama machi */?）是位於日本青森縣下北半島中部的町。西邊面向陸奥灣，當地人口則多集中在國道279號沿線。當地以農業與水產養殖業為主。橫濱町的油菜花的種植面積在日本第名列前茅，町內的檜木八幡神社則流傳著被指定為日本重要無形民俗文化財的神樂，與舞獅一同在每年的八幡神社祭上表演。

## 地理
橫濱町境內約32.6%的面積被森林與原野覆蓋。東部隔著山岳與東通村和六所村接壤，發源於吹越烏帽子和金津山的三保川、檜木川、雞澤川等流經町内，並在西邊注入陸奧灣。

### 氣候
當地在氣候上屬於日本海側氣候。夏季的風向多為東南方，冬天則受到西北風的吹拂，且降雪量有逐年減少的趨勢。

## 歷史
1878年（明治11年) 實施郡制時，當地隸屬於上北郡。1889年（明治22年) 4月1日橫濱村成立。1958年（昭和33年）4月1日橫濱村改為現今的橫濱町。橫濱町與鄰近的六所村及野邊地町的關係十分緊密，在近年的市町村合併中參加了以陸奧市為中心的陸奧下北地區合併協議會。但是由於大間町對合併後的新議會數目有異議而退出協議會，協議會因而解散。

## 行政
- 町長：野坂充 任期：2008年（平成20年）12月11日
  - 出生於1951年（昭和26年）1月31日（56歲）簡歷：町議會議長、町觀光協會會長

## 經濟
當地以第一級產業為主，包括生產蔬菜、稻米、食用牛等農產品的農業和以扇貝養殖為主的水產業。

#### 漁業
- 橫濱漁港
- 雞澤漁港
- 百目木漁港
- 源氏浦漁港

### 郵政

#### 配送據點
- 郵政事業野邊地分店
  - 橫濱配送中心

#### 郵政局
- 橫濱郵政局（84025）
- 吹越簡易郵政局（84739）
- 有畑簡易郵政局（84752）

### 特產
- 橫濱海參：被指定為町魚，比起其他地域出產的海參，口感也較軟及好。
- 扇貝：扇貝養殖，在青森縣僅次於平內町排第2位。
- 油菜花：宣稱種植面積為全國第2位。

### 鄉土料理
- 扇貝料理
- 海參料理

## 交通

### 鐵道
- 東日本旅客鐵道
  - 大湊線：吹越站 - 陸奧橫濱站 - 有畑站

### 巴士
- 下北交通
  - 陸奧～青森線
    - 陸奧公共汽車終點站⇔近川⇔橫濱⇔野邊地站⇔青森縣立中央病院前⇔青森縣觀光物產館アスパム（ASPM）

  - 陸奧～野邊地線
    - 陸奧公共汽車終點站⇔近川⇔橫濱⇔野邊地站

### 道路
- 一般國道
  - 國道279號
- 主要地方道
  - 青森縣道24號橫濱六之所線
- 一般縣道
  - 青森縣道179號泊陸奧橫濱停車場線

## 觀光

### 景點、遺跡
- 牛之澤遺跡
- 油菜花田（種植面積全國第2位，油菜花作為城市的符號被安置在城市中心。）
- 神明牧場（從賽馬的繁殖到培養、調教連貫地進行。）
- 風力發電場（為豐田通商系列的WindowTec橫濱在大豆田（まめだ）地區設立。風力發電機6座，總發電量10500kw。）
- 道之驛橫濱（特產銷售所，也有餐館「鮮菜」等的設施。愛稱是「油菜花廣場」。）
- 砂濱海岸海水浴場

### 祭典、特別活動
- 油菜花節

在油菜花開花期間進行（約5月初旬至下旬）。宣稱擁有全日本種植面積第一的油菜花。上年度（2004年）的遊客人數為2萬人。
- 砂濱海岸節（ 8月於橫濱町砂濱海岸海水浴場舉行。將會進行人間ばん馬大會、兒童尋寶、水中RODEO等活動。）
- 橫濱町熱血商魂節（10月舉行，主要會場為大町商店街步行者天堂，將會有神樂、業餘樂團演奏等的發表會及町民參與的跳蚤市場。）
- 橫濱町神樂（縣指定的無形文化財產 ）

## 地域

### 教育

#### 中學
- 橫濱町立橫濱中學

#### 小學
- 橫濱町立橫濱小學
- 橫濱町立大豆田小學
- 橫濱町立有畑小學
- 橫濱町立南部小學
- 橫濱町立南部小學烏帽子平分校（廢校）

### 所屬警察署
- 野邊地警察署
- 野邊地警察署橫濱駐在所

### 所屬消防署
- 北部上北廣域事務組合橫濱消防署

### 金融
- 陸奧銀行橫濱分店
- 青之森信用金庫橫濱分店（舊下北信金店）
- 十和田奧入懶農業協同組合橫濱町分店（舊JA橫濱町）

### 設施
- 親近中心
- 自然體驗地 「自然苑（じねんえん）」
- 橫濱町練習中心

## 名人
- 木野花（女演員、導演）
- 秋田ひろむ（搖滾樂隊amazarashi主唱）

## 生產賽馬
- オンスロート（1962年：有馬記念、天皇賞（春）、JRA年度代表馬，41戰26勝）
- カネケヤキ（1964年：櫻花賞、優駿牝馬（オークス），16戰6勝）
- カネヒムロ（1971年：優駿牝馬（オークス），23戰4勝）
- カネミノブ（1978年：有馬記念、78 JRA年度代表馬，37戰8勝）
- ドルフィンボーイ（1994年：東京王冠賞、東京大賞典（大井GI），12戰7勝）